# Frank Stage
Frank Stage Jørgensen (* 11. Januar 1958) ist ein ehemaliger dänischer Basketballspieler.

## Laufbahn
Stage wechselte 1979 zu Skovbakken. Mit der Mannschaft wurde er 1980 Dritter der dänischen Meisterschaft und erreichte das Pokalendspiel. Der als Innenspieler eingesetzte Stage bestritt insgesamt 62 Partien für Skovbakken und erzielte im Schnitt 21 Punkte. Seine Punkte-Bestleistung in Skovbakkens Farben gelang ihm im März 1982 (48 Punkte). Er verließ den Verein 1982 und schloss sich Viby IF an. Mit Viby war er in der Saison 1983/84 im Europapokal der Landesmeister vertreten. In der ersten Runde des Wettbewerbs traf Stage mit seiner Mannschaft auf Maccabi Tel Aviv. Er erzielte bei den beiden hohen Niederlagen in Hin- und Rückspiel insgesamt 34 Punkte. Er bestritt 27 Länderspiele für Dänemark.